# Franvillers
Franvillers – miejscowość i gmina we Francji, w regionie Hauts-de-France, w departamencie Somma.
Według danych na rok 1990 gminę zamieszkiwało 519 osób, a gęstość zaludnienia wynosiła 109 osób/km² (wśród 2293 gmin Pikardii Franvillers plasuje się na 520. miejscu pod względem liczby ludności, natomiast pod względem powierzchni na miejscu 898.).